# اودو اشموک
اودو اشموک (به آلمانی: Udo Schmuck) بازیکن فوتبال و مدافع اهل آلمان شرقی بود که از سال ۱۹۷۶ میلادی عضو تیم ملی فوتبال آلمان شرقی بوده‌است. وی در ۷ بازی ملی حضور داشته و در بازی‌های ملی‌اش ۱ گل به ثمر رساند. اودو اشموک آخرین بازی ملی خود را در سال ۱۹۸۱ میلادی انجام داد.